# Deerhoof
I Deerhoof sono una band di San Francisco dedita ad un Indie rock sperimentale molto stravagante per melodie, arrangiamenti e testi.

## Storia del gruppo
I Deerhoof nascono nel 1994 quando il bassista Rob Frisk e il batterista Greg Saunier si incontrano a San Francisco. Un anno dopo pubblicano il loro primo singolo intitolato Return Of The Woods M'Lady sotto l'etichetta Kill Rock Stars.
Poco dopo si unisce al gruppo Satomi Matsuzaki, cantante e bassista giapponese, Frisk passa alla chitarra ed escono i primi album: The Man, The King, The Girl (1997) e Holdypaws (1999), quest'ultimo registrato con la collaborazione di Kelly Gold in forza alle tastiere.
Poco tempo dopo uno dei membri fondatori, Frisk, lascia la band e viene sostituito da John Dieterich, che diventa il chitarrista per il successivo lavoro Reveille (2002).
Finalmente, col successivo album Apple O' (2003), i Deerhoof trovano la loro formazione stabile composta da Satomi Matsuzaki alla voce e al basso, John Dieterich alla chitarra, Greg Saunier alla batteria e l'ultimo arrivato Chris Cohen alla seconda chitarra.

## Discografia

### Album
- The Man, the King, the Girl CD (1997)
- Holdypaws CD (1999)
- Halfbird CD (2001)
- Reveille CD/LP (2002)
- Apple O' CD/LP (2003)
- Milk Man CD/LP (2004)
- The Runners Four CD/LP (2005)
- Friend Opportunity CD/LP (2007)
- Offend Maggie CD/LP (2008)
- Deerhoof vs. Evil CD/LP (2011)
- Breakup Song CD/LP (2012)
- La Isla Bonita CD/LP (2014)
- Fever 121614 CD/LP (2016)
- The Magic CD/LP (2016)
- Mountain Moves CD/LP (2017)
- Future Teenage Cave Artists (2020)
- Actually, You Can (2021)
- Miracle-Level (2023)
- Noble And Godlike In Ruin (2025)

### EP
- Bibidi Babidi Boo MP3 (2004)
- Green Cosmos CD (2005)

### Singoli
- Green Cosmos CD (2005)
- Untitled E.P. MP3 (2006)
- +81 MP3 (2006)
- The Perfect Me Ltd 7" picturedisc (2007)